# ИФАФ Лига шампиона 2015.
ИФАФ Лига шампиона 2015. је друга сезона Лиге шампиона у америчком фудбалу. У такмичењу је учествовало дванаест клубова. Два тима су из Француске и Шпаније, а по један из Данске, Финске, Аустрије, Италије, Турске, Велике Британије, Шведске, Србије и Словеније. Титулу је бранила екипа Рустерси Хелсинки из Финске.
Сезона је почелa 18. априла утакмицама првог кола. Играло се по једнокружном систему. У финалном мечу који је одигран у Београду 26. јула, екипа Крусејдерса из Карлстада (Шведска) победила је домаћу тим Вукова из Београда и тиме освојила прву титулу ИФАФ Лиге шампиона.

## Тимови и групе
Тимови су били подељени у четири групе, према географској (регионалној) припадности. Свака група имака је по три тима.
| Група Север                                               | Група Центар                                          | Група Исток                                          | Група Запад                                              |
| --------------------------------------------------------- | ----------------------------------------------------- | ---------------------------------------------------- | -------------------------------------------------------- |
| Крусејдерси Карлстад Тауерси Копенхаген Рустерси Хелсинки | Блек пантерси Тонон Симени Милано Пијунеси Лоспиталет | Султанси Истанбул Вукови Београд Силверхокси Љубљана | Осос риваси Мадрид Блиц Лондон Аргонаутси Екс ан Прованс |

## Резултати[1]
| Датум          | Клуб                      | Клуб                 | Резултат |
| -------------- | ------------------------- | -------------------- | -------- |
| 18. април 2015 | Тауерси Копенхаген        | Крусејдерси Карлстад | 9:34     |
| 18. април 2015 | Аргонаутси Екс ан Прованс | Осос риваси Мадрид   | 47:14    |
| 18. април 2015 | Симени Милано             | Пијунеси Лоспиталет  | 37:14    |
| 18. април 2015 | Вукови Београд            | Силверхокси Љубљана  | 26:24    |

| Датум        | Клуб                 | Клуб                | Резултат |
| ------------ | -------------------- | ------------------- | -------- |
| 16. мај 2015 | Крусејдерси Карлстад | Рустерси Хелсинки   | 42:7     |
| 16. мај 2015 | Осос риваси Мадрид   | Блиц Лондон         | 0:55     |
| 16. мај 2015 | Пијунеси Лоспиталет  | Блек пантерси Тонон | 0:41     |
| 17. мај 2015 | Силверхокси Љубљана  | Султанси Истанбул   | 47:14    |

| Датум       | Клуб                | Клуб                      | Резултат |
| ----------- | ------------------- | ------------------------- | -------- |
| 2. мај 2015 | Рустерси Хелсинки   | Тауерси Копенхаген        | 13:0     |
| 2. мај 2015 | Блиц Лондон         | Аргонаутси Екс ан Прованс | 27:21    |
| 2. мај 2015 | Блек пантерси Тонон | Симени Милано             | 32:23    |
| 2. мај 2015 | Султанси Истанбул   | Вукови Београд            | 19:34    |

## Табеле[5]
| Група Север             | И | Д | И | ДГ | ПГ | Индекс |
| ----------------------- | - | - | - | -- | -- | ------ |
| 1. Крусејдерси Карлстад | 2 | 2 | 0 | 76 | 16 | 60     |
| 2. Рустерси Хелсинки    | 2 | 1 | 1 | 20 | 42 | -22    |
| 3. Тауерси Копенхаген   | 2 | 0 | 2 | 9  | 47 | -38    |

| Група Центар           | И | Д | И | ДГ | ПГ | Индекс |
| ---------------------- | - | - | - | -- | -- | ------ |
| 1. Блек пантерси Тонон | 2 | 2 | 0 | 73 | 23 | 50     |
| 2. Симени Милано       | 2 | 1 | 1 | 60 | 46 | 14     |
| 3. Пијунеси Лоспиталет | 2 | 0 | 2 | 14 | 78 | -64    |

| Група Исток            | И | Д | И | ДГ | ПГ | Индекс |
| ---------------------- | - | - | - | -- | -- | ------ |
| 1. Вукови Београд      | 2 | 2 | 0 | 60 | 43 | 17     |
| 2. Силверхокси Љубљана | 1 | 0 | 1 | 71 | 40 | 31     |
| 3. Султанси Истанбул   | 1 | 0 | 1 | 33 | 81 | -48    |

| Група Запад           | И | Д | И | ДГ | ПГ  | Индекс |
| --------------------- | - | - | - | -- | --- | ------ |
| 1. Блиц Лондон        | 2 | 2 | 0 | 82 | 21  | 61     |
| 2. Аргонаутси Прованс | 2 | 1 | 1 | 68 | 41  | 27     |
| 3. Осос риваси Мадрид | 2 | 0 | 2 | 14 | 102 | -88    |

## Финални турнир
Финални турнир играће се у Београду у Србији од 24. до 26. јула 2015. године. Учешће на финалном турниру изборили су победници четири групе:
| Група Север          | Група Центар        | Група Исток    | Група Запад |
| -------------------- | ------------------- | -------------- | ----------- |
| Крусејдерси Карлстад | Блек пантерси Тонон | Вукови Београд | Блиц Лондон |

### Полуфинале
Полуфиналне утакмице одигране су 24. јула 2015.
| Датум        | Клуб                 | Клуб                | Резултат |
| ------------ | -------------------- | ------------------- | -------- |
| 24. јул 2015 | Вукови Београд       | Блиц Лондон         | 35:28    |
| 24. јул 2015 | Крусејдерси Карлстад | Блек пантерси Тонон | 41-:6    |

### Финале
Финална утакамица одиграна је 26. јула 2015. на стадиону ФК Вождовац пред око 2.500 гледалаца.
| Датум        | Клуб           | Клуб                 | Резултат |
| ------------ | -------------- | -------------------- | -------- |
| 26. јул 2015 | Вукови Београд | Крусејдерси Карлстад | 49:84    |

| Првак ИФАФ Лиге шампиона 2015. |
| ------------------------------ |
| Крусејдерси Карлстад 1. титула |

## Галерија слика
- Вукови-Силверхокси
- Вукови-Силверхокси
- Вукови-Силверхокси
- Вукови-Силверхокси
- Вукови-Силверхокси
- Вукови-Крусејдерси
- Вукови-Крусејдерси